# Satrup (Mittelangeln)
Satrup ist ein Ortsteil der Gemeinde Mittelangeln im Kreis Schleswig-Flensburg in Schleswig-Holstein. Selbst bezeichnet sie sich auch als das „Herz Angelns“.

## Geografie

### Geografische Lage
Die Gemarkung des ländlichen Zentralorts Satrup erstreckt sich im nördlichen Bereich des Gemeindegebietes von Mittelangeln. Diese erstreckt sich wiederum im zentralen Bereich der Halbinsel Angeln im gleichnamigen Naturraum.

### Ortsteile
Bis zu der Vereinigung zur Gemeinde Mittelangeln gehörten zur Altgemeinde Satrup auch die Ortschaften, weil bereits früher (im Jahr 1970) eingemeindet, der Altgemeinden Esmark, Obdrup und Rehberg.

## Geschichte

### Ur- und Frühgeschichte
In der Gegend hielten sich offensichtlich schon vor Jahrtausenden Menschen auf. Das östlich vom Ort gelegene Satrupholmer Moor weist zahlreiche archäologische Fundstellen aus der Urzeit der Ertebölle-Kultur im Mesolithikum sowie aus dem Neolithikum auf.

### Anfänge
Der Ortsname wird als „Dorf des Soti“ gedeutet.
Mit der Errichtung der spätromanischen St.-Laurentius-Kirche um 1200 wurde Satrup zu einem Kirchspielort. Erstmals urkundlich erwähnt wird der Ort 1407 als „Satorp“. Westlich, nahe dem Mühlenbach befindet sich ein heute kaum noch erkennbarer Hügel, der im Mittelalter zu einer Turmhügelburg ausgebaut war.
In die Nordwestecke des Kirchenschiffs der Satruper Kirche eingemauert ist der Satruper Reiter, ein Relief, das als älteste Abbildung eines Ritters in Schleswig-Holstein gilt und dem Gemeindewappen als Vorlage diente. Sein Harnisch deutet auf das 12. Jahrhundert hin.
Satrup gehörte ursprünglich zur Struxdorfharde. 1657 wurde es daraus gelöst und dem Gut Satrupholm zugeteilt. Da die Gutsherren einen Teil des Dorflandes zu ihrem Hoffeld schlugen, blieben von sieben Höfen nur noch vier übrig. Die Zahl wuchs wieder durch die Parzellierung des Gutes 1770. 1871 bildete die neue preußische Regierung von Schleswig-Holstein die Landgemeinde Satrup, in der zu jener Zeit knapp über 200 Menschen lebten. 1893 wurden Teile der Nachbargemeinden Rehberg und Obdrup (Rabenkiel) mit ca. 80 Einwohnern nach Satrup eingegliedert.

### Seit dem 20. Jahrhundert
1901 wurde die Südstrecke der Flensburger Kreisbahn bis zum Bahnhof in Satrup eröffnet. Sie wurde im Jahr darauf zum Anschluss in Rundhof an die zweite Strecke über Glücksburg und weiter bis nach Kappeln verlängert. Die Meterspurstrecke war bis zum 11. August 1955 in Betrieb.
Am 14. Juli 1904 errichtete die Schleswiger Kreisbahn eine normalspurige Strecke nach Schleswig-Altstadt. Der zugehörige Bahnhof befand sich auf der gegenüberliegenden Straßenseite von selbigem der Flensburger Kreisbahn. Der Betrieb auf der Schleswiger Strecke erfolgte bis zum 11. April 1965 im Personenverkehr und noch weiter bis 1975 im Güterverkehr.
1928 wurden ein Teilgebiet des aufgelösten Forstgutsbezirks Schleswig zur Gemarkung Satrup zugeschlagen.
Der Satruper Kirchendiener Hermann Jacobsen, der am 13. Dezember 1890 in Estrupfeld geboren wurde, wurde in der NS-Zeit von einer Satruper Frau „aus persönlicher Rachsucht“ denunziert. Jacobsen wurde vom Volksgerichtshof 1944 zum Tode verurteilt und im Zuchthaus Brandenburg-Görden am 17. Juli 1944 hingerichtet. Die Denunziantin erhielt nach dem Krieg eine dreijährige Gefängnisstrafe.
Hin und wieder wird erwähnt, dass Heinrich Himmler im Mai 1945 sich mit seinem persönlichen Stab auf einem Bauernhof in der Nähe von Satrup aufhielt. Offenbar ist damit ein Bauernhof beim nordwestlich von Satrup gelegenen Kollerup gemeint, das aber schon zu Großsolt gehört.
1970 schlossen sich die bis dahin eigenständigen Gemeinden Esmark, Obdrup und Rehberg der Gemeinde Satrup an.
2002 wurde Satrup als umweltfreundliche Gemeinde ausgezeichnet.
Am 1. März 2013 vereinten sich Satrup und die Nachbargemeinden Havetoftloit und Rüde zur Gemeinde Mittelangeln.

## Religion
In Satrup bestehen zwei evangelisch-lutherische Kirchengemeinden. Es sind die Kirchengemeinde Satrup innerhalb der Evangelisch-Lutherische Kirche in Norddeutschlands und als weitere die im Ort bestehende dänische Kirchengemeinde Midtangels danske menighed. Die zuerst genannte nutzt die örtliche Hauptkirche des Ortes.
Ferner versammeln sich im Königreichssaal im Ort Angehörige der Zeugen Jehovas.

## Politik

### Verwaltung
Satrup ist Sitz der neu gebildeten Gemeinde Mittelangeln.

### Wappen
Blasonierung: „In Rot auf silbernem, rechtshin springendem Pferd ein silberner Gerüsteter, in der Linken einen vorgehaltenen silbernen Schild, in der Rechten eine silberne Lanze haltend.“

## Wirtschaft und Infrastruktur

### Öffentliche Einrichtungen
In Funktion als ländlicher Zentralort sind in Satrup einige zentrale öffentliche Einrichtungen ansässig. Es bestehen im Ort das Bernstorff-Gymnasium Satrup, eine Gemeinschaftsschule, eine Grundschule sowie die „Satrup Danske Skole“, eine Grund- und Gemeinschaftsschule des Dänischen Schulvereins für Südschleswig.
Des Weiteren sind im Ort drei Kindergärten, ein Jugendzentrum und ein Freibad eingerichtet.

### Verkehr
In die Ortschaft Satrup führt, ausgehend von der Bundesstraße 201 nördlich von Schleswig, die schleswig-holsteinischen Landesstraße 22. Im Ort zweigt in nördlicher Richtung die Landesstraße 268 ab. Darüber hinaus wird die zuerst genannte Landesstraße auch von der Landesstraße 23 gekreuzt, die ebenfalls zur Bundesstraße 201 in den Raum Süderbrarup führt.

## Kultur und Sehenswürdigkeiten

### Kulturdenkmale
- Liste der Kulturdenkmale in Mittelangeln

### Vereine

#### Sport
Der TSV Nordmark Satrup von 1921 ist eine feste Institution im Dorfleben. Neben der relativ großen Fußballsparte hat sich über die Jahre ein breites und modernes Sportangebot entwickelt. In den Anfangsjahren des Vereins gab es jedoch zwei verschiedene Vereine: Den TSV Satrup und den FC Nordmark Satrup. Im TSV waren überwiegend Leichtathleten und im FC die Fußballer aktiv. Die 1. Fußballmannschaft des TSV Nordmark Satrup spielte in der Landesliga Schleswig und stieg als Meister der Saison 2022/23 in die Fußball-Oberliga Schleswig-Holstein auf.
Der TST Satrup bietet das Trampolin-Turnen an, die Mitglieder turnen zum Teil auf sehr hohem Niveau. Seit 1991 wird jährlich ein großer Wettkampf ausgerichtet, der „Internationale Ostseepokal“.

#### Pfadfinder
Wertvolle Jugendarbeit für Satrup und die umliegenden Gemeinden in Mittelangeln leistet seit über 20 Jahren der Verband Christlicher Pfadfinderinnen und Pfadfinder, VCP Havetoft-Satrup – Stamm Nimrod.

## Söhne und Töchter des Ortes
- Peter Friedrichsen (1790–1873), lutherischer Theologe und Geistlicher
- Johannes Leonhart (1865–1937), Politiker
- Jochen Missfeldt (* 1941), deutscher Schriftsteller
- Dirk Backen (* 1960), General der Bundeswehr

## Bilder

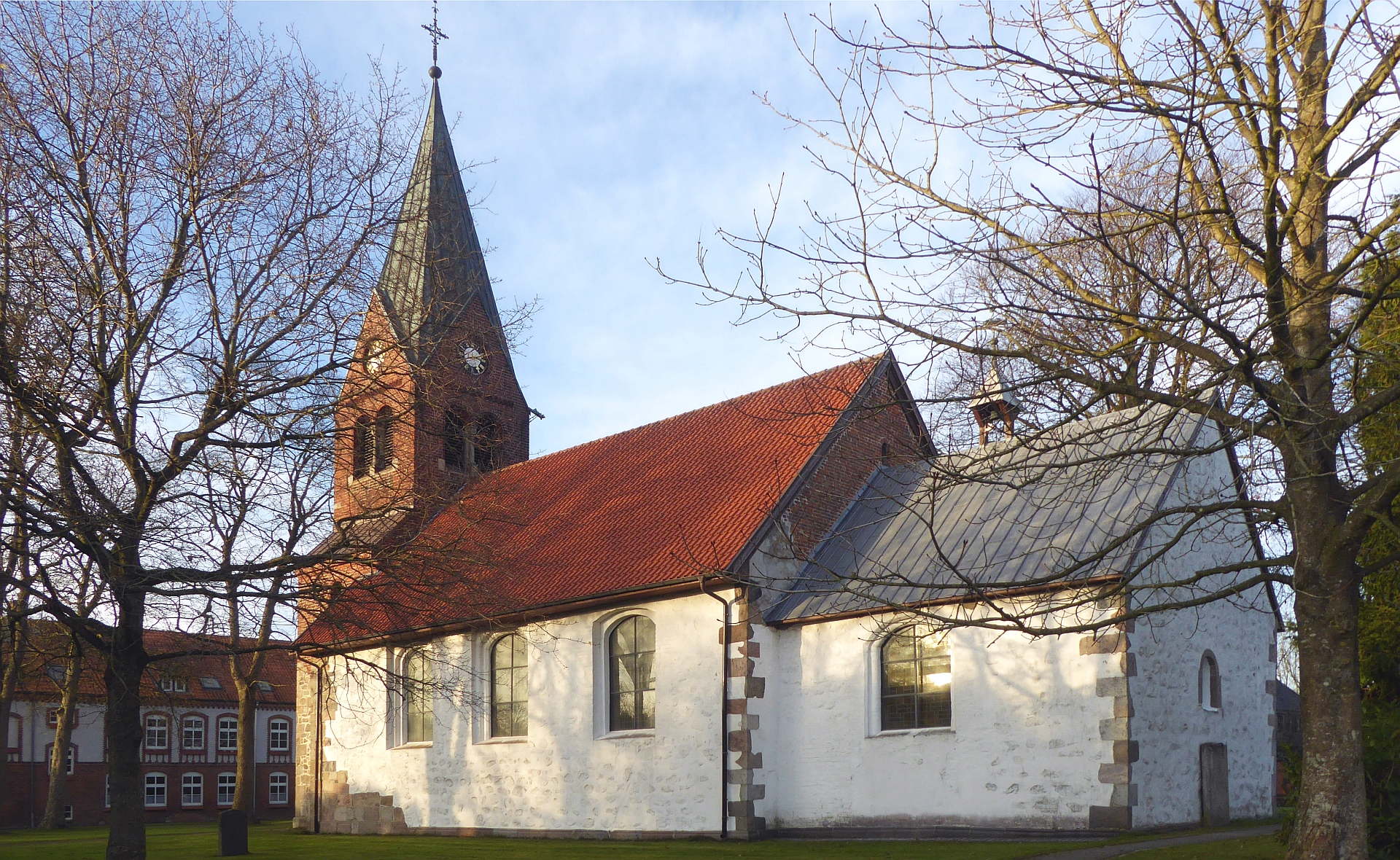
St.-Laurentius-Kirche (Foto 2018)
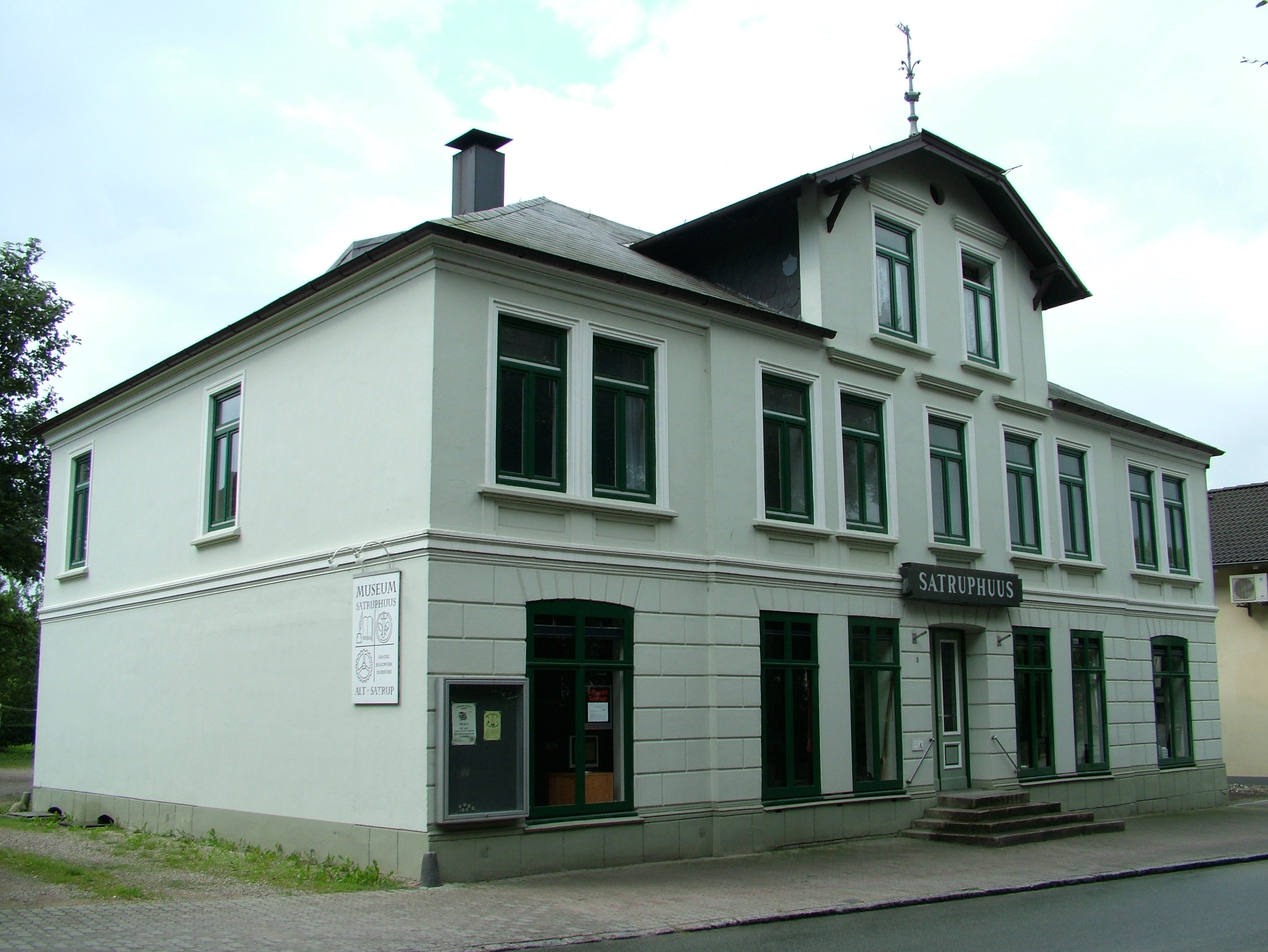
Satruphuus
Apotheke
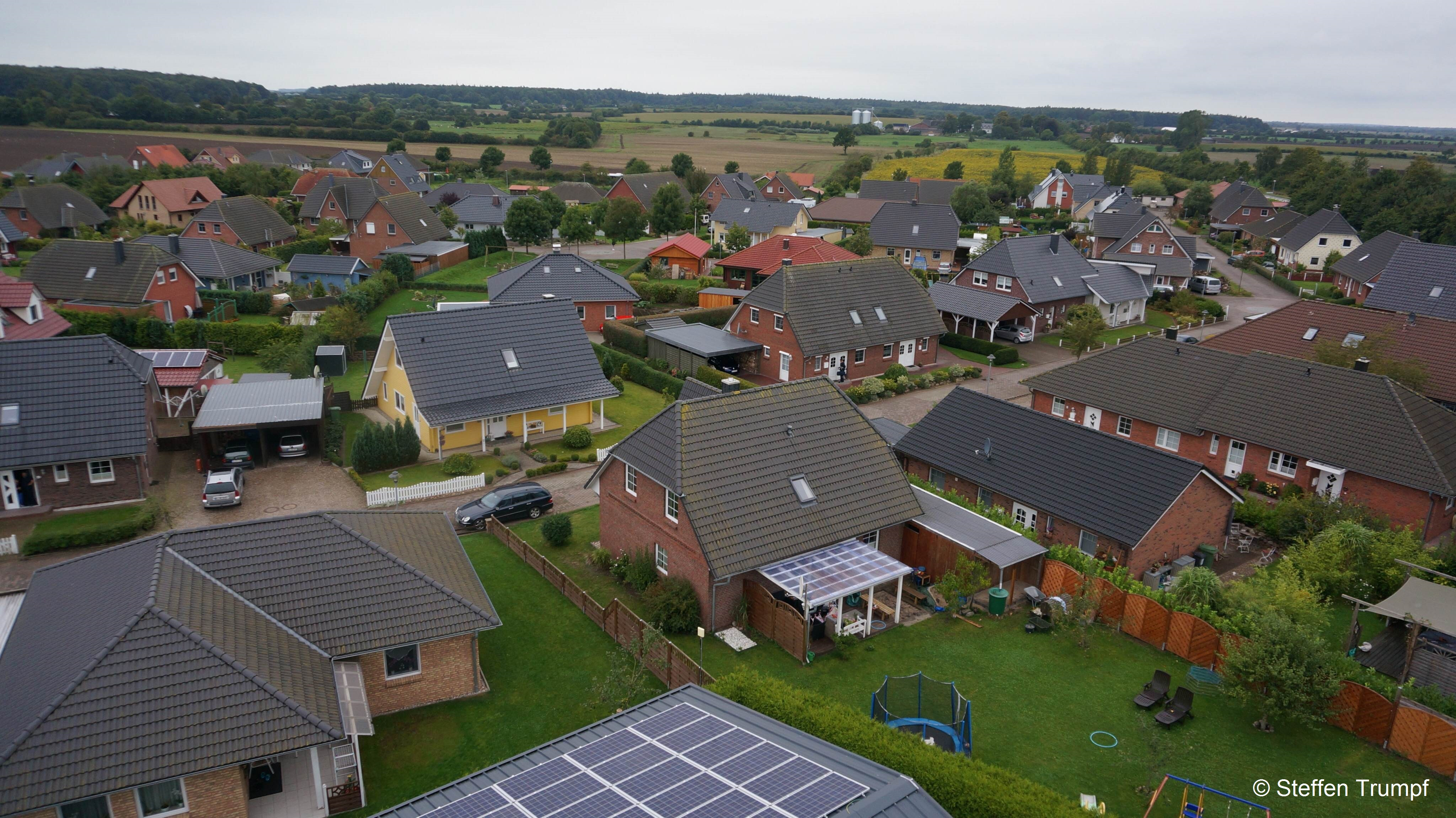
Neubaugebiet